# ماهیت بریتن
ماهیت بریتن (انگلیسی: Matter of Britain) یا ماهیت بریتانیا و همچنین سرشت بریتن، عنوان شالوده و بدنهٔ اصلی ادبیات قرون وسطی و موارد افسانه‌ای آن است که در ارتباط با بریتانیای کبیر و گاهی برتانی می‌باشد. در عین حال به موضوعاتی همچون پادشاهان افسانه‌ای و قهرمانان مرتبط با آن نیز می‌پردازد. از جمله موارد خاص آن می‌توان به افسانه شاه آرتور اشاره داشت. این موضوع یکی از ۳ دورهٔ ادبی بزرگ می‌باشد که به‌طور مکرر در ادبیات قرون وسطایی، به همراه موضوع مشابه خودش یعنی ماهیت فرانسه که در ارتباط با افسانه‌های منتسب به شارلمانی می‌باشد و همین‌طور ماهیت روم که شامل موارد مشتق شده و الهام گرفته از اساطیر کلاسیک بود، مورد استفاده قرار گرفته.